# Larbaâ Nath Irathen
Larbaâ Nath Irathen è un comune dell'Algeria, situato nella provincia di Tizi Ouzou.